# لا كارلوتا (إسبانيا)
بلدية الكرلوتة أو لا كارلوتا (بالإسبانية: La Carlota)، هي إحدى بلديات مقاطعة قرطبة إحدى مقاطعات إسبانيا، و التي تقع في منطقة الأندلس جنوب إسبانيا.
يبلغ عدد سكانها 12.303 نسمة وفقاً لإحصائية سنة (2007).